# Anett Schuck
Anett Schuck (* 11. April 1970 in Leipzig) ist eine ehemalige deutsche Kanutin.
Anett Schuck, Nichte des Kanu-Weltmeisters Alexander Schuck und Cousine von Marina Schuck, ist Kanurennsportlerin des SC DHfK Leipzig und wurde bei den Olympischen Spielen in Atlanta 1996 Olympiasiegerin im Vierer-Kajak (mit Birgit Fischer, Manuela Mucke und Ramona Portwich) über 500 m. Diesen Erfolg wiederholte sie bei den Olympischen Spielen in Sydney 2000 (mit Birgit Fischer, Manuela Mucke und Katrin Wagner). Für den Medaillengewinn bei den Olympischen Sommerspielen 2000 wurde sie – zusammen mit der Mannschaft – von Bundespräsident Johannes Rau am 2. Februar 2001 mit dem Silbernen Lorbeerblatt ausgezeichnet.
Bei Kanurennsport-Weltmeisterschaften gewann Schuck 10-mal Gold, 6-mal Silber und zweimal Bronze. Daneben holte sie bei Kanumarathon-Weltmeisterschaften einmal Gold und dreimal Silber. Nach einer Schwangerschaft beendete sie ihre Sportlerlaufbahn und arbeitet seit ihrem Studienabschluss als Sportlehrerin. Schuck gehörte von 1983 bis 2002 dem SC DHfK Leipzig an.